# Giải bóng đá nữ vô địch quốc gia 2007
Giải bóng đá nữ vô địch quốc gia 2007 là mùa giải bóng đá lần thứ 10 của Giải bóng đá nữ vô địch quốc gia do VFF tổ chức. Giải vô địch Quốc gia nữ 2007 có sự tham dự của 6 đội bóng là Đương kim vô địch Hà Tây, Hà Nội, TP.HCM, Hà Nam, Than khoáng sản Việt Nam và Thái Nguyên. Các đội bóng sẽ thi đấu vòng tròn hai lượt (đi và về), tính điểm xếp hạng chung cuộc. Các trận lượt đi của giải sẽ diễn ra tại hai Sân vận động Hà Đông và Sơn Tây (Hà Tây), các trận lượt về sẽ đá tại Sân vận động Thái Bình và Trung tâm đào tạo vận động viên Nam Định.

## Cách tính điểm, xếp hạng
- Đội thắng: 3 điểm
- Đội hoà: 1 điểm
- Đội thua: 0 điểm

Tính tổng số điểm của các Đội đạt được để xếp thứ hạng.
- Nếu có từ 2 đội trở lên bằng điểm nhau, trước hết sẽ tính kết quả các trận đấu giữa các đội đó với nhau theo thứ tự: số điểm; hiệu số bàn thắng-bàn thua; số bàn thắng. Nếu các chỉ số này vẫn bằng nhau thì tiếp tục xét các chỉ số của toàn bộ các trận đấu trong giải theo thứ tự: Hiệu số của tổng số bàn thắng- tổng số bàn thua; tổng số bàn thắng. Nếu vẫn bằng nhau sẽ tổ chức bốc thăm để xác định đội xếp trên.

## Giải thưởng
- Đội Nhất: Cúp, cờ, HCV và 80 triệu đồng
- Đội xếp thứ Nhì: Cờ, HCB và giải thưởng 60 triệu đồng
- Đội xếp thứ Ba: Cờ, HCĐ và giải thưởng 30 triệu đồng
- Giải phong cách: Cờ và giải thưởng 10 triệu đồng
- Cầu thủ xuất sắc nhất giải: 5 triệu đồng
- Thủ môn xuất sắc nhất giải: 3 triệu đồng
- Cầu thủ ghi nhiều bàn thắng nhất: 3 triệu đồng.[3]

## Lịch thi đấu và kết quả
Vòng 1
18 tháng 6, năm 2007
- Hà Tây 4-0 Thái Nguyên

19 tháng 6, năm 2007
- Hà Nam 0-1 Than KS VN
- Thành phố Hồ Chí Minh 1-0 Hà Nội

Vòng 2
22 tháng 6, năm 2007
- Than KS VN 1-1 Hà Tây
- Thành phố Hồ Chí Minh 2-1 Hà Nam

23 tháng 6, năm 2007
- Thái Nguyên 1-7 Hà Nội

Vòng 3
26 tháng 6, năm 2007
- Than KS VN 2-1 TP.HCM

27 tháng 6, năm 2007
- Hà Nội 1-1 Hà Tây
- Hà Nam 2-0 Thái Nguyên

Vòng 4
30 tháng 6, năm 2007
- Hà Nội 2-0 Hà Nam
- Thái Nguyên 0-3 Than KS VN

1 tháng 7, năm 2007
- Hà Tây 0-0 TP.HCM

Vòng 5
4 tháng 7, năm 2007
- Than KS VN 1-2 Hà Nội

5 tháng 7, năm 2007
- Hà Nam 0-5 Hà Tây
- Thành phố Hồ Chí Minh 5-0 Thái Nguyên

Vòng 6
10 tháng 7, năm 2007
- Thái Nguyên 0-2 Hà Tây

11 tháng 7, năm 2007
- Than KS VN 2-1 Hà Nam
- Hà Nội 3-1 TP.HCM

Vòng 7
14 tháng 7, năm 2007
- Hà Tây 2-2 Than KS VN
- Hà Nam 0-1 Thành phố Hồ Chí Minh

15 tháng 7, năm 2007
- Hà Nội 1-0 Thái Nguyên

Vòng 8
18 tháng 7, năm 2007
- Thành phố Hồ Chí Minh 1-1 Than KS VN

19 tháng 7, năm 2007
- Hà Tây 1-1 Hà Nội
- Thái Nguyen 1-3 Hà Nam

Vòng 9
22 tháng 7, năm 2007
- Hà Nam 2-1 Hà Nội
- Than KS VN 2-0 Thai Nguyen

23 tháng 7, năm 2007
- Thành phố Hồ Chí Minh 0-1 Hà Tây

Vòng 10
26 tháng 7, năm 2007
- Hà Nội 1-2 Than KS VN
- Hà Tây 1-1 Hà Nam

27 tháng 7, năm 2007
- Thái Nguyen 0-4 TP.HCM

## Bảng xếp hạng
| Vị trí | Đội bóng              | Trận | Thắng | Hòa | Thua | Hiệu số | Điểm số |
| 1      | Than KS Việt Nam      | 10   | 6     | 3   | 1    | 17-9    | 21      |
| 2      | Hà Tây                | 10   | 4     | 6   | 0    | 18-6    | 18      |
| 3      | Hà Nội                | 10   | 5     | 2   | 3    | 19-10   | 17      |
| 4      | Thành phố Hồ Chí Minh | 10   | 5     | 2   | 3    | 16-8    | 17      |
| 5      | Phong Phú Hà Nam      | 10   | 3     | 1   | 6    | 10-16   | 10      |
| 6      | Thái Nguyên           | 10   | 0     | 0   | 10   | 2-33    | 0       |

## Tổng kết mùa giải
- Đội vô địch: Than Khoáng Sản Việt Nam
- Đội xếp thứ nhì: Hà Tây
- Đội xếp thứ ba: Hà Nội
- Đội đoạt giải phong cách: TPHCM
- Cầu thủ ghi nhiều bàn thắng nhất: Trịnh Thuỳ Linh (11- Hà Tây, 8 bàn)
- Thủ môn xuất sắc nhất: Đặng Thị Kiều Trinh (30 - TPHCM)
- Cầu thủ xuất sắc nhất: Đào Thị Miện (8-Hà Tây)